# Angie Potthoff
Angie Potthoff, coniugata Barber (Erie, 12 giugno 1974), è un'ex cestista, allenatrice di pallacanestro e dirigente sportiva statunitense, professionista nella ABL e nella WNBA.

## Carriera

### Giocatrice
È stata selezionata dalle Minnesota Lynx al quarto giro del Draft WNBA 1999 (49ª scelta assoluta).
Con gli Stati Uniti ha disputato le Universiadi di Sicilia 1997.

### Allenatrice
Dal 2005 al 2010 è stata assistente allenatore della University of Notre Dame.

### Dirigente
Nel luglio del 2014 è stata nominata Athletic Director alla Chartiers Valley High School

## Palmarès
- Campionessa ABL (1998)